# Kananafou Theological Seminary College Sports Field
Kananafou Theological Seminary College Sports Field – wielofunkcyjny stadion w Pago Pago Park, w Pago Pago, na Samoa Amerykańskim. Jest obecnie używany głównie do meczów piłki nożnej, rugby league i futbolu amerykańskiego. Swoje mecze rozgrywają na nim drużyny piłkarskie Black Roses FC, Kiwi Soccers, Lion Heart FC, Pago Youth FC, Tafuna Jets i Utulei Youth.